# Glory of Heracles
Glory of Heracles (ヘラクレスの栄光, Herakuresu no Eikō) é uma série japonesa de jogos role-playing de vídeo originalmente desenvolvido e publicado pela Data East. A série começou em 1987 com o Tōjin Makyō-den Heracles no Eikō e três sequências foram lançadas até 1994, além de um jogo spinoff portátil lançado em 1992.
Após a falência da Data East em 2003, a Nintendo e Paon adquiriu os direitos para a série, e solte o mais recente capítulo da série, Heracles Eiko não: Tamashi no Shōmei para o Nintendo DS em 2008. Nenhum dos jogos têm sido oficialmente lançado fora do Japão até a E3 2009, em que o último jogo foi anunciado pela Nintendo simplesmente como Glory of Heracles.
A série é baseada no mundo da mitologia grega, com o herói grego Heracles como o personagem-título de cada jogo. No entanto, Heracles serve apenas como o personagem principal do jogo original eo Game Boy spinoff, e desempenha um papel de apoio em todos os jogos posteriores.